# Juan López de Velasco
Juan López de Velasco (Vinuesa, 1530 – Madrid, 12 maggio 1598) è stato uno storico e cosmografo spagnolo attivo durante il regno di Filippo II..

## Biografia
Fu il cronista maggiore delle Indie nella seconda metà del XVI secolo, durante il regno di Filippo II di Spagna, avendo assunto l'incarico dopo frate Antonio de Guevara e ereditato i documenti di Alonso de Santa Cruz, che era stato cosmografo maggiore, unendo entrambi gli incarichi.
Partecipò alla realizzazione delle Relaciones topográficas de Felipe II, precedentemente affidate a Juan Páez de Castro e Ambrosio de Morales.
Nel 1577 svolse un lavoro intitolato La instrucción y memoria de las relaciones que se han de hacer para la descripción de las Indias (L'istruzione e la memoria delle relazioni che devono essere fatte per la descrizione delle Indie), su richiesta del re, che consisteva nel raccogliere e organizzare sistematicamente dati basati su 51 domande per ottenere informazioni dettagliate riguardanti aspetti sociali, economici, geografici, culturali, ecc. di ogni singolo paese, villaggio, borgo e città che componevano i domini di Filippo II.